# Bomberos de la Diputación de Valladolid
El Cuerpo de Bomberos de la Provincia Valladolid, denominado oficialmente Servicio de Extinción de Incendios y Protección Civil de la Diputación Provincial Valladolid, es un cuerpo de bomberos español de ámbito provincial bajo las órdenes y la dependencia orgánica y funcional de la Diputación Provincial de Valladolid, como administración pública a escala provincial que posee, en este caso, las competencias en materia de extinción de incendios, salvamento y Protección Civil dentro de los límites de su territorio.
Es un servicio público que da cobertura en materia de rescate, prevención y lucha contra incendios y asistencia en materia de protección ciudadana a los ciudadanos de la provincia de Valladolid, fundamentalmente, aunque realizando actuaciones fuera de ella en lo establecido en los convenios de colaboración.
Sus servicios son accesibles a través del Número de Emergencias Europeo, 112, qué gestiona las emergencias de todo tipo, dando aviso a las fuerzas correspondientes.
Todos los bomberos profesionales de este cuerpo tienen la consideración agentes de la autoridad siempre que se hallen en el ejercicio de sus funciones, en virtud de la Ley 4/2007, de 28 de marzo de Protección Ciudadana de Castilla y León.
En el año 2019 tenía asignado un presupuesto con un importe total algo superior a los 7 millones de euros por parte de la Diputación.

## Historia

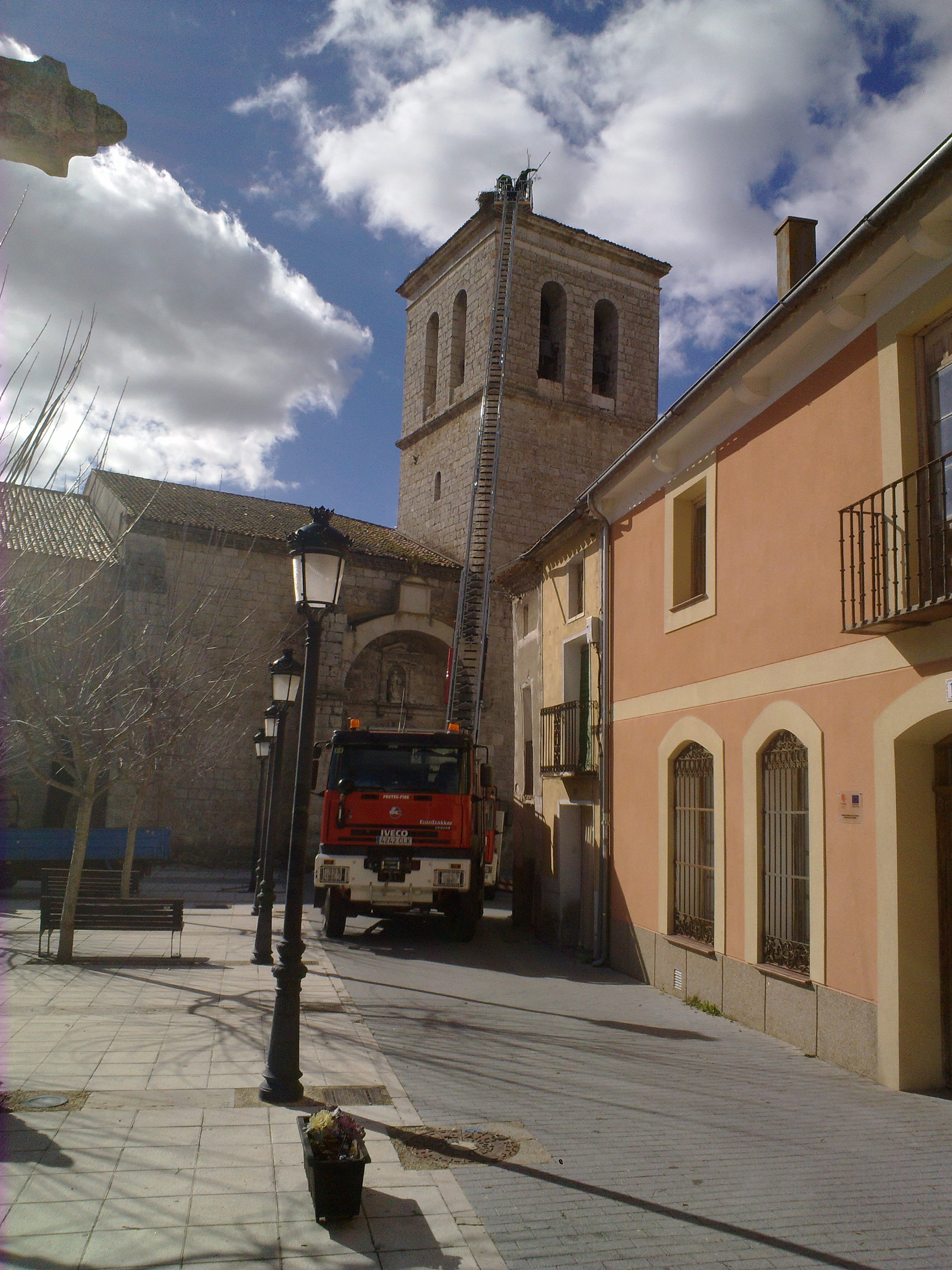
Autoescala del cuerpo provincial, actualmente en el Parque de Arroyo, retirando un nido de cigüeñas en Portillo

Fue fundado en 1975. La existencia del Cuerpo provincial de bomberos se ve justificada por la obligación que, en base a lo que establece la Ley 7/1985, de 2 de abril, Reguladora de las Bases del Régimen Local en su Artículo 36. 1 c): «La prestación de servicios públicos de carácter supramunicipal y, en su caso, supracomarcal y el fomento o, en su caso, coordinación de la prestación unificada de servicios de los municipios de su respectivo ámbito territorial. En particular, asumirá la prestación de los servicios de tratamiento de residuos en los municipios de menos de 5.000 habitantes, y de prevención y extinción de incendios en los de menos de 20.000 habitantes, cuando éstos no procedan a su prestación».
Dentro del ámbito de responsabilidad de los Bomberos de la Diputación, la provincia de Valladolid, solamente existen 3 municipios con más de 20000 habitantes que tendrían la obligación de consolidar su propio cuerpo de bomberos: Valladolid capital, que posee ya el Cuerpo de Bomberos del Ayuntamiento de Valladolid, Laguna de Duero, Medina del Campo y Arroyo de la Encomienda. Estos 3 últimos municipios no tienen sus propios cuerpos de bomberos debido a que están cubiertos, a través de convenios con la administración provincial y el Ayuntamiento de Valladolid para que sus dos servicios de extinción de incendios cubran también sus respectivos términos municipales con el objetivo de evitar generar más costes a toda la administración pública, así como ofrecer una mayor calidad y rapidez ante emergencias.
El 16 de enero de 2025 murió el primer bombero de este cuerpo en su historia, Fernando Navarro, en un accidente de tráfico sucedido dos días antes. La Diputación creó el Premio Fernando Navarro en su recuerdo.

## Funciones
Como todos los cuerpos de bomberos, tanto voluntarios como profesionales, dentro del ámbito de la Comunidad Autónoma de Castilla y León, tienen las mismas funciones establecidas por la Ley 4/2007, de 28 de marzo de Protección Ciudadana de Castilla y León. Sin embargo, éstas vienen desarrolladas de forma más específica, en el Boletín Oficial de la Provincia de Valladolid N.º 270, por lo que el Servicio de Extinción de Incendios y Protección Civil de la Diputación Provincial Valladolid tiene encomendadas las siguientes funciones:
- La prevención para evitar o disminuir el riesgo de incendios u otros accidentes, mediante la información o inspección del cumplimiento de la normativa en vigor, así como mediante dotaciones de bomberos desplazadas a los eventos que lo precisen, a juicio del Servicio, y cuando los recursos humanos así lo permitan.
- La protección ciudadana en cualquier situación de emergencia capaz de ser resuelta con los medios que tiene a su disposición o en colaboración con otros servicios o entidades.
- La extinción de incendios y, en general, el salvamento y rescate de personas y bienes en caso de siniestros o situaciones de emergencia o a requerimiento de la autoridad competente.
- La adopción de medidas de seguridad extraordinarias y provisionales, a la espera de la decisión de la autoridad competente sobre el cierre y el desalojo de locales y establecimientos de pública concurrencia, y la evacuación de inmuebles y propiedades en situaciones de emergencia y mientras las circunstancias del caso lo hagan imprescindible, así como la limitación o restricción, por el tiempo necesario, de la circulación y permanencia en vías o lugares públicos en los supuestos de incendio, emergencia, catástrofe o calamidad pública.
- La investigación y el informe sobre los siniestros en que intervengan, bien sea por razón de su competencia o bien arequerimiento de autoridad competente, para informar sobre las causas y las consecuencias del siniestro y sobre los daños producidos.
- La recuperación de las víctimas, su asistencia y la coordinación de su traslado urgente, incluso la realización del mismo siempre que sea preciso.
- La realización de campañas de divulgación, información y formación de los ciudadanos sobre prevención y autoprotección en caso de siniestro.
- El estudio y la investigación de las técnicas, instalaciones y sistemas de protección contra incendios, en relación con la normativa específica en estas materias.
- La actuación en servicios de interés público por razón de la específica capacidad de sus miembros y la adecuación de los medios materiales de que disponen.
- La dirección, la coordinación y el control del voluntariado y del personal de los servicios de vigilancia, seguridad, prevención contra incendios y autoprotección de las empresas públicas y privadas, en el ámbito de sus competencias.
- Suministro de agua potable en situaciones de emergencia previa solicitud de los Ayuntamientos de la Provincia de Valladolid.
- Aquellas otras funciones que se establezcan por legislación aplicable así como otras dirigidas a la protección de personas y bienes, siempre que sean necesarias y proporcionadas a los hechos.

## Parques de bomberos

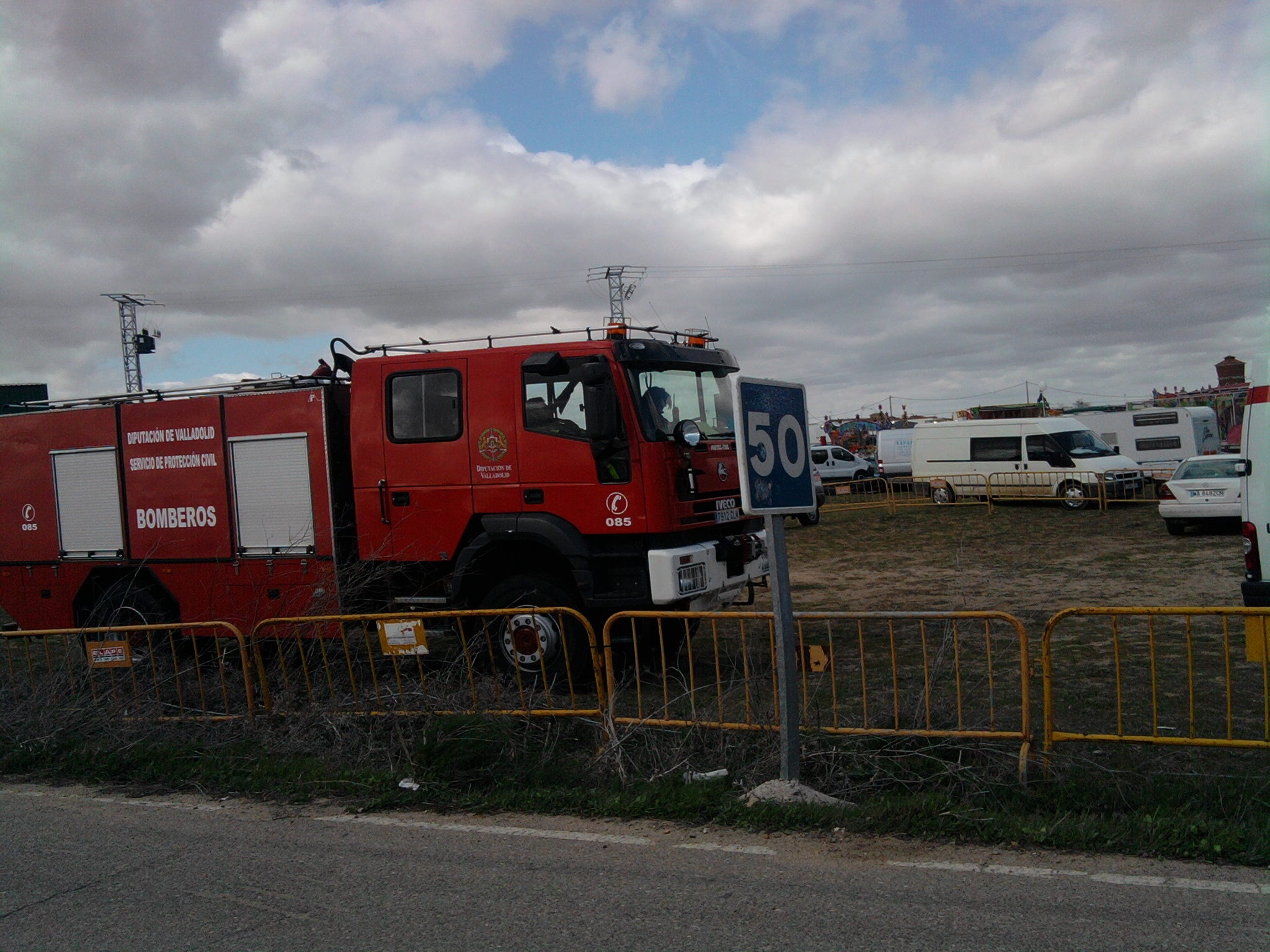
Bomba dentro del dispositivo del Día de Castilla y León en Villalar de los Comuneros

Los parques de bomberos se dividen el territorio de la Provincia de Valladolid en 6 áreas de responsabilidad, correspondientes cada una a un parque del servicio. Para entender la distribución debe atenderse a dos cuestiones: la existencia del Cuerpo de Bomberos del Ayuntamiento de Valladolid. que atiende a la capital únicamente (desde 2021) y las grandes dimensiones del territorio de la provincia y su carácter eminentemente rural, así como la presencia de importantes vías y nodos de comunicación nacionales e internacionales que atraviesan las zonas de responsabilidad de los Bomberos de la Diputación. 
El servicio está estructurado en 6 parques:
- Parque de bomberos de Medina del Campo: 
  - Personal 
    - 1 Jefe de Parque.
    - 17 conductores-bomberos.
    - 2 auxiliares de extinción de incendios.

  - Parque móvil 
    - Autobomba Urbana Ligera-Rescate.
    - Autobomba Urbana Pesada.
    - Autobomba Forestal Pesada.
    - Autobomba Cisterna de 12.000 litros.
    - Vehículo con brazo articulado de 27 metros de altura.
    - 2 vehículos para transporte de personal y materiales.
- Parque de bomberos de Íscar: 
  - Personal 
    - 1 Jefe de Parque.
    - 17 conductores-bomberos.

  - Parque móvil 
    - Furgón de rescate.
    - Autobomba Urbana Pesada
    - Autobomba Forestal Pesada.
    - Autobomba Cisterna de 12000 litros
    - 2 vehículos ligeros para transporte de personal y material.
- Parque de bomberos de Tordesillas: 
  - Personal 
    - 1 Jefe de Parque.
    - 17 conductores-bomberos.

  - Parque móvil 
    - Furgón de rescate.
    - Autobomba Urbana Pesada.
    - Autobomba Forestal Pesada
    - Autobomba Cisterna de 12000 litros.
    - Camión específico para mercancías peligrosas.
    - Vehículo ligero para transporte de personal y material.
- Parque de bomberos de Medina de Rioseco: 
  - Personal 
    - 1 Jefe de Parque.
    - 17 conductores-bomberos.
    - 2 auxiliares de extinción de incendios.

  - Parque móvil 
    - Autobomba Ligera Urbana-Rescate.
    - Autobomba Urbana Pesada.
    - Autobomba Forestal Pesada.
    - Autobomba Cisterna de 12000 litros.
    - Vehículo ligero para transporte de personal y material.
- Parque de bomberos de Peñafiel:
  - Personal 
    - 1 Jefe de Parque.
    - 17 conductores-bomberos.
    - 2 auxiliares de extinción de incendios.

  - Parque móvil 
    - Furgón de rescate.
    - Autobomba Urbana Pesada.
    - Autobomba Forestal Pesada.
    - Autobomba Cisterna de 12000 litros.
    - Vehículo ligero para transporte de personal y material.
- Parque de bomberos provisional de Arroyo de la Encomienda: [13][14]
  - Personal 
    - 1 Jefe de Parque.
    - 5 conductores-bomberos.

  - Parque móvil 
    - Autobomba Urbana Ligera.
    - Autobomba Urbana Pesada.
    - Autobomba Forestal Pesada.
    - Autobomba Cisterna de 12000 litros.
    - Autoescala de 30 metros de altura.
    - Vehículo ligero para transporte de personal y material.
- Central de Comunicaciones de Emergencias:
  - Personal
    - 6 operadores de telecomunicaciones

## Ámbito de actuación
Como le corresponde de acuerdo a la legislación vigente, la Diputación Provincial de Valladolid presta el servicio de extinción de incendios y rescate en todos los municipios de menos de 20000 habitantes dentro del territorio provincial, puesto que éstos no tienen la obligación de gestionar sus propios servicios. Además, presta el servicio en 3 municipios de más de 20000 habitantes mediante convenios con sus respectivos ayuntamientos. De su ámbito de actuación queda excluido el término municipal de la capital vallisoletana, que se encuentra bajo responsabilidad de los Bomberos de Valladolid.
Desde el 1 de enero de 2021, presta servicio exclusivo también en los municipios del alfoz de la capital, que anteriormente estaban siendo gestionados por el cuerpo de bomberos capitalino en virtud de un convenio extinguido el 31 de diciembre de 2020.
Asimismo, a partir del 2021, se encargará de prestar servicio operativo en el norte de la provincia de Segovia, junto a los Bomberos de Aranda de Duero, repartiéndose su área de influencia segoviana, de 54 municipios, 28605 habitantes y una extensión de 1.957 km², los parques de Íscar y Peñafiel. Y además, se suma la atención a servicios urgentes en el norte de la provincia de Ávila al haberse establecido un convenio de colaboración entre ambas instituciones provinciales; atendiendo a un total de 49 municipios de la comarca abulense de La Moraña.